# Borotín (hrad)
Borotín je zřícenina hradu asi jeden kilometr jihovýchodně od stejnojmenné obce v okrese Tábor.
Stojí na ostrožně nad Starozámeckým rybníkem v nadmořské výšce 500 metrů. S přilehlým barokním hospodářským dvorem Starý zámek je od roku 1963 je chráněn jako kulturní památka.

## Historie

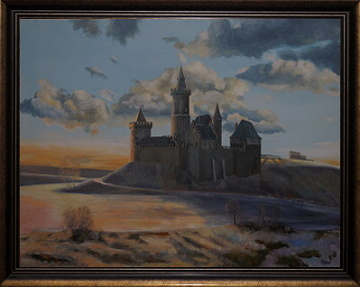
Možná podoba hradu Borotína, olej na plátně

Prvním známým majitelem hradu byl Mikuláš z Borotína, který je zde zmiňován roku 1356. Rod pánů z Borotína po něm hrad vlastnil téměř sto let. Během husitských válek na hradě sídlil Mikuláš, který byl od roku 1426 husitským hejtmanem, ale později přešel na stranu císaře Zikmunda. Husitské vojsko proto Borotín v roce 1434 neúspěšně obléhalo.

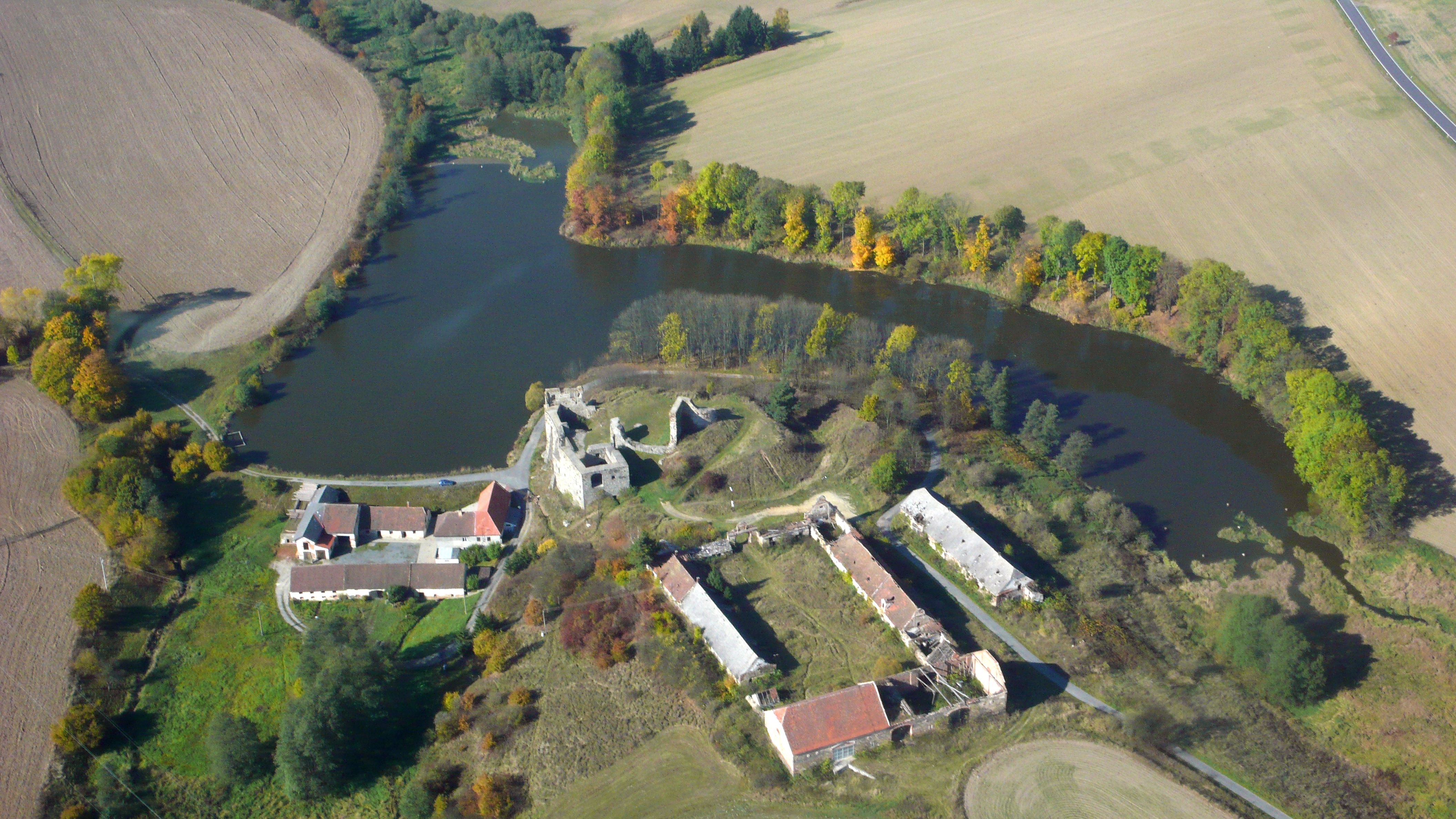
Celkový pohled na zříceninu s barokním hospodářským dvorem v původním předhradí

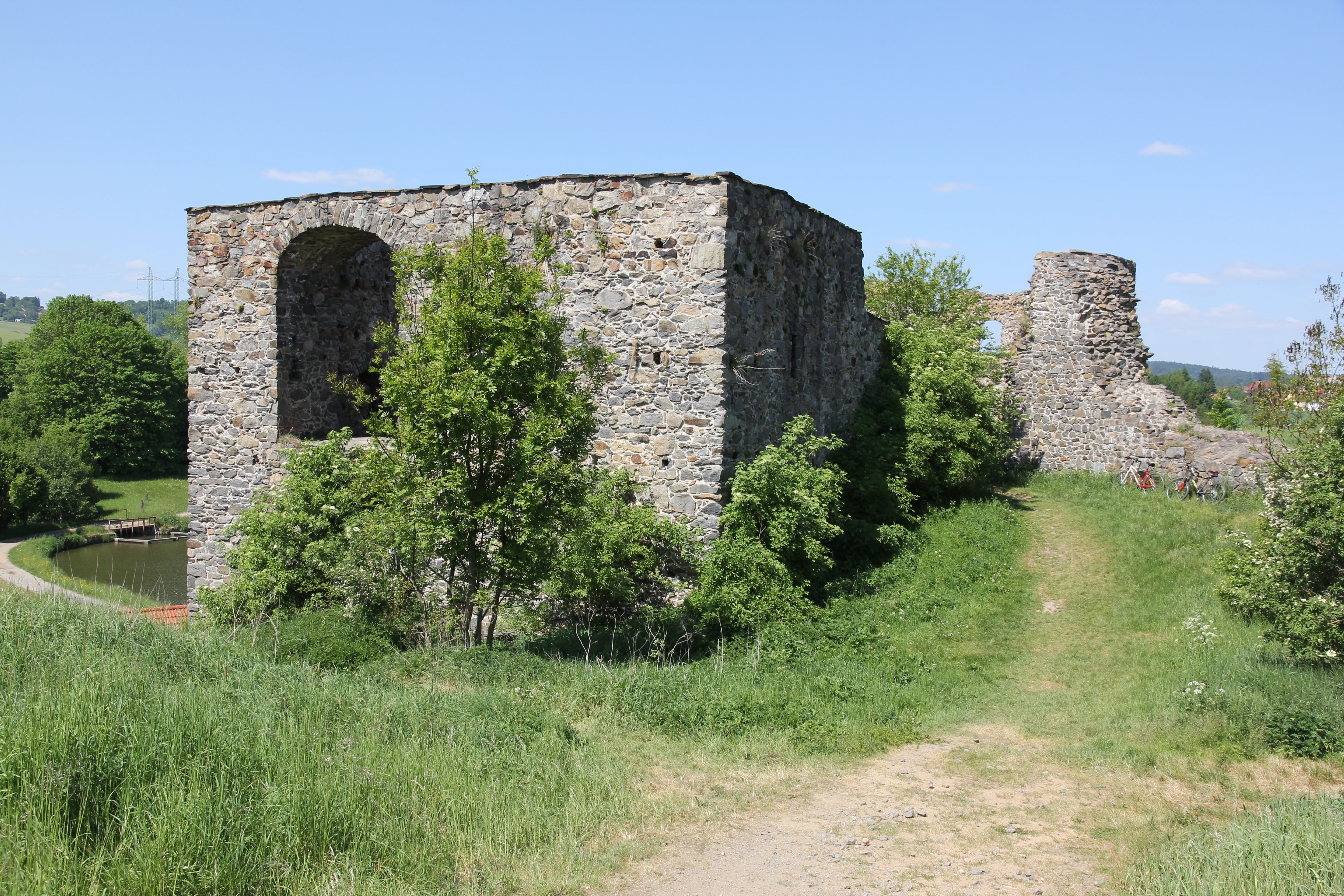
Mladší brána

Od roku 1446 hrad patřil Janu Malovci z Pacova a dalším příslušníkům jeho rodu. Roku 1613 ho získal Kryštof Vojkovský z Milhostic, ale jeho synové se účastnili stavovského povstání a hrad byl na počátku třicetileté války dobyt a pravděpodobně také vypálen císařským vojskem. Roku 1623 ho jako konfiskát koupila od královské komory Polyxena z Lobkovic a ve stejném roce je hrad popisován jako pustý. Později opuštěný hrad sloužil jako zdroj snadno dostupného kamene. Současnou podobu zřícenina získala po památkových úpravách na začátku 80. let 20. století.

## Stavební podoba
Hrad prošel složitým stavebním vývojem. Na místě předhradí stojí hospodářský dvůr. Příkop, který chránil jádro, byl poškozen vybudováním cesty při památkových úpravách.

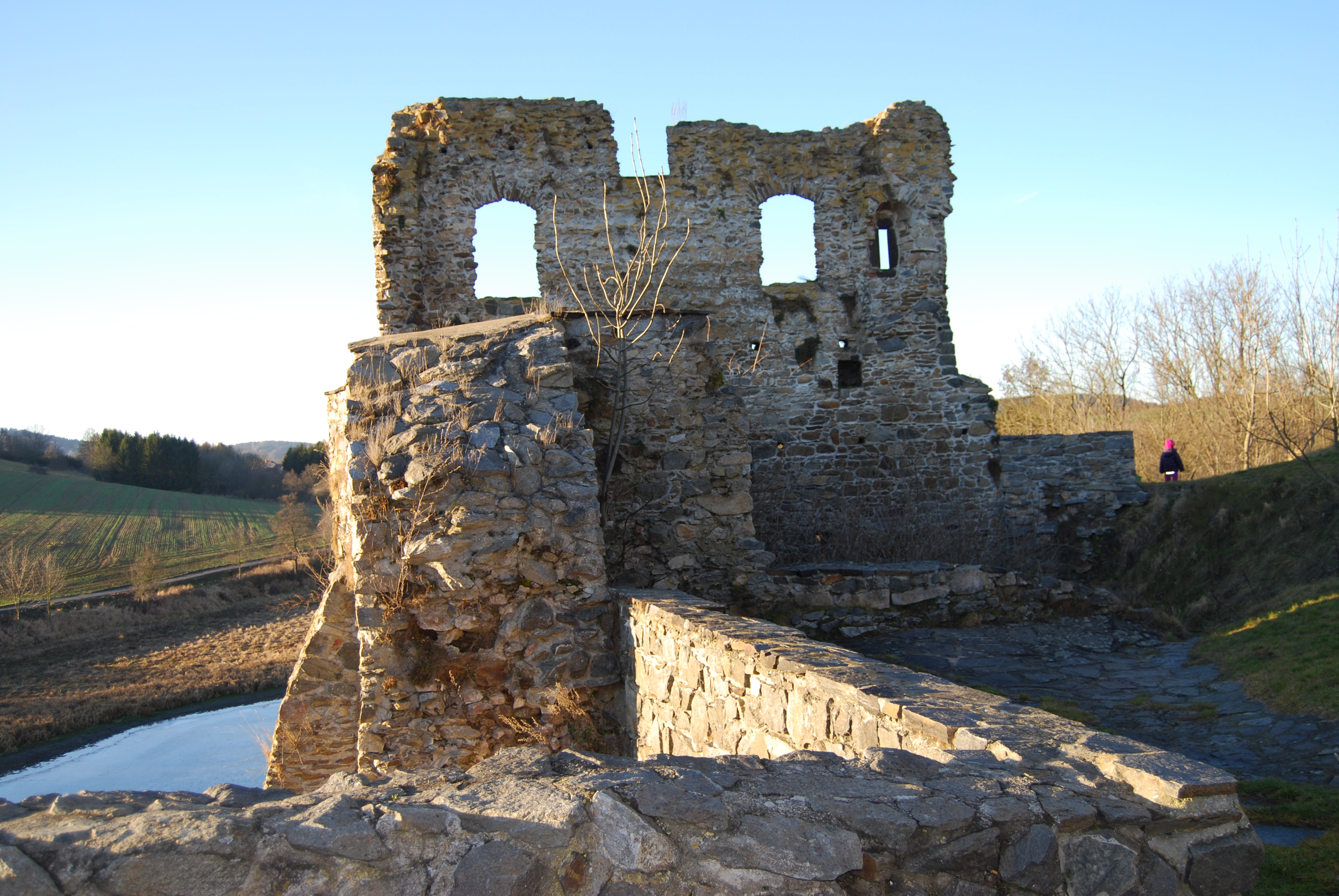
Jižní palác od mladší brány

Hradní jádro mělo polygonální půdorys, ze kterého předstupoval mohutný bergfrit v čele hradu. Jádro obepínal parkán, do kterého se z předhradí vstupovalo zaniklou věžovou branou. Bránu do vlastního jádra chránila menší okrouhlá věž. Palác, který stál na jižní straně jádra, je dochován jen zlomkovitě.
Během období pozdní gotiky bylo celé jádro obehnáno novým příkopem. Na východě byla postavena nová budova brány s řadou střílen a v jádře vznikly nové obytné budovy. Na počátku 16. století byl prostor parkánu za novou branou vyplněn dalším palácem, ze kterého se dochoval také otisk roubené komory. Tyto části spolu se zbytkem bergfritu představují nejlépe dochované části hradu.